# Opinel
Opinel er et fransk firma, der fremstiller og sælger knive med træskæfter. Virksomheden blev grundlagt i 1890, og hovedkvarteret ligger i Saint-Jean-de-Maurienne i Savojen i Frankrig. Her driver det familieejede selskab også et museum med knive. Opinel sælger omkring 15 millioner knive om året. Opinelknive bliver fremstillet af kulstofstål og rustfrit stål (fra Sandvik AB i Sverige).
Oprindeligt blev de solgt som arbejdsknive, men er siden blevet et symbol på fransk kultur, og Pablo Picasso skulle have brugt opinelknive i sit arbejde som skulptør. I 1989 blev "Opinel" listet i ordbogen Larousse som registreret varemærke.
Den danske bonde og tv-vært Frank Erichsen, der er kendt for programmet Bonderøven, benytter bl.a. en opinelkniv, og i 2010 modtog han prisen som Årets Knivbærer af Vendsyssel Knivmagerlaug.